# This Melody
"This Melody" is een nummer van de Franse zanger Julien Clerc. Het nummer werd uitgebracht op zijn album N°7 uit 1975. In 1976 werd het nummer uitgebracht als de tweede single van het album.

## Achtergrond
De tekst van "This Melody" is geschreven door Etienne Roda-Gil, terwijl de muziek is geschreven door Clerc. Het nummer is enigszins opvallend te noemen, omdat het een Engelse titel heeft. De enige Engelstalige tekst die in het nummer voorkomt, is "This melody is a melody for you", de rest wordt in het Frans gezongen.
In diverse landen verschillen de singleversies van "This Melody". Zo stond in Frankrijk "Elle voulait qu'on l'appelle Venise" op de B-kant, terwijl in Canada de A- en B-kant om werden gedraaid. In Nederland stond "Prends ton cœur par la main" op de B-kant. In Spanje kwam een Spaanstalige versie uit onder de titel "Esta canción".
"This Melody" werd geen hit in Frankrijk, maar groeide in Nederland uit tot de grootste hit van Clerc. Ter promotie zong hij het nummer tijdens het televisieprogramma Veronica aan land. Als gevolg kwam de single een paar weken later op de eerste plaats in zowel de Nederlandse Top 40 als de Nationale Hitparade.
In 1982 zong Willem Ruis een Nederlandse versie van "This Melody" in duet met Clerc tijdens zijn televisieprogramma De Willem Ruis Lotto Show. In deze versie zong hij dat alle vrouwen aan hem voorbij liepen, omdat ze alleen oog hadden voor Clerc. In 2008 nam Clerc een Nederlandstalige versie op met Rob de Nijs onder de titel "Één melodie", met een tekst door Jan Rot. Deze versie verscheen op het album Chansons van De Nijs. Clerc zingt in deze versie fonetisch in het Nederlands.

## Hitnoteringen

### Nederlandse Top 40
| Hitnotering: 15-05-1976 t/m 17-07-1976 | Hitnotering: 15-05-1976 t/m 17-07-1976 | Hitnotering: 15-05-1976 t/m 17-07-1976 | Hitnotering: 15-05-1976 t/m 17-07-1976 | Hitnotering: 15-05-1976 t/m 17-07-1976 | Hitnotering: 15-05-1976 t/m 17-07-1976 | Hitnotering: 15-05-1976 t/m 17-07-1976 | Hitnotering: 15-05-1976 t/m 17-07-1976 | Hitnotering: 15-05-1976 t/m 17-07-1976 | Hitnotering: 15-05-1976 t/m 17-07-1976 | Hitnotering: 15-05-1976 t/m 17-07-1976 | Hitnotering: 15-05-1976 t/m 17-07-1976 |
| Week                                   | 1                                      | 2                                      | 3                                      | 4                                      | 5                                      | 6                                      | 7                                      | 8                                      | 9                                      | 10                                     |                                        |
| -------------------------------------- | -------------------------------------- | -------------------------------------- | -------------------------------------- | -------------------------------------- | -------------------------------------- | -------------------------------------- | -------------------------------------- | -------------------------------------- | -------------------------------------- | -------------------------------------- | -------------------------------------- |
| Positie                                | 17                                     | 10                                     | 4                                      | 1                                      | 2                                      | 3                                      | 11                                     | 18                                     | 35                                     | 36                                     | uit                                    |

### Nationale Hitparade
| Hitnotering: 08-05-1976 t/m 26-06-1976 | Hitnotering: 08-05-1976 t/m 26-06-1976 | Hitnotering: 08-05-1976 t/m 26-06-1976 | Hitnotering: 08-05-1976 t/m 26-06-1976 | Hitnotering: 08-05-1976 t/m 26-06-1976 | Hitnotering: 08-05-1976 t/m 26-06-1976 | Hitnotering: 08-05-1976 t/m 26-06-1976 | Hitnotering: 08-05-1976 t/m 26-06-1976 | Hitnotering: 08-05-1976 t/m 26-06-1976 | Hitnotering: 08-05-1976 t/m 26-06-1976 |
| Week                                   | 1                                      | 2                                      | 3                                      | 4                                      | 5                                      | 6                                      | 7                                      | 8                                      |                                        |
| -------------------------------------- | -------------------------------------- | -------------------------------------- | -------------------------------------- | -------------------------------------- | -------------------------------------- | -------------------------------------- | -------------------------------------- | -------------------------------------- | -------------------------------------- |
| Positie                                | 30                                     | 13                                     | 6                                      | 1                                      | 1                                      | 4                                      | 5                                      | 13                                     | uit                                    |

### NPO Radio 2 Top 2000
| Nummer met noteringen in de NPO Radio 2 Top 2000 | '99  | '00 | '01  | '02  | '03  | '04  | '05 | '06 | '07  | '08 | '09  | '10  | '11  | '12  | '13  | '14  | '15 | '16  |
| ------------------------------------------------ | ---- | --- | ---- | ---- | ---- | ---- | --- | --- | ---- | --- | ---- | ---- | ---- | ---- | ---- | ---- | --- | ---- |
| This Melody                                      | 1144 | -   | 1498 | 1158 | 1321 | 1245 | 723 | 755 | 1171 | 951 | 1314 | 1520 | 1372 | 1752 | 1639 | 1804 | -   | 1891 |

1. ↑  Een '-' betekent dat het nummer niet was genoteerd en een vetgedrukt getal geeft de hoogste notering aan.
2. ↑  Deze tabel is bijgewerkt tot en met de laatste editie (2024).